# Hyporhagus texanus
Hyporhagus texanus is een keversoort uit de familie somberkevers (Zopheridae). De wetenschappelijke naam van de soort werd in 1899 gepubliceerd door Martin Larsson Linell.